# イースター・パレード (映画)
『イースター・パレード』（英語: Easter Parade）は、1948年のアメリカ合衆国のミュージカル映画。
チャールズ・ウォルターズが監督、ジュディ・ガーランドとフレッド・アステアが主演した。テクニカラー作品として撮影されている。
当初はジーン・ケリー主演として撮影が進められていたが、撮影期間中にケリーがプライベートのフットボールで足を骨折したため、撮影が中断し、当時引退宣言していたアステアが代役に選ばれた。ケリーから直接アステアに依頼の連絡があり、映画界に復帰した。
アステア にとっては1946年の『ブルー・スカイ』（ビング・クロスビー共演）から2年ぶりの復帰作となった。

## ストーリー
1912年、ブロードウェイのスター・ダンサーであるドン・ヒューズは、パートナーのナディーン・ヘイルにイースター・プレゼントを渡そうとするが、彼女はブロードウェイの大物興業師のフローレンツ・ジーグフェルド・ジュニアにスカウトされ彼の舞台に出演することになったからと、ヒューズのもとを去ってしまった。しかも、ナディーンはドンの親友ジョニーに惹かれていることが分かったため、恋人同士として付き合っていくこともできなくなった。酒場で打ちひしがれるヒューズにジョニーは励ましの言葉をかけるが、ヒューズはナディーンを見返すために酒場のダンサー兼歌手のハンナ・ブラウンを新しいパートナーに迎える。しかし、ハンナは歌手が本業でダンスに関しては素人同然だった。
ヒューズはハンナをナディーン並みのダンサーにしようとレッスンに励み初演を迎えるが、彼女はまともに踊ることができず、アンコールも得られないなど散々な結果に終わる。ヒューズはジョニーに食事に誘われるが、そこにはナディーンも同席していた。ヒューズとナディーンを仲直りさせようとするジョニーの気配りだったが、二人は喧嘩を始めてしまう。その際、ナディーンから「ハンナに私の真似をさせて可哀想だ」と責められたヒューズは、ナディーンに固執するあまりにハンナの個性を潰していたことに気付く。店を飛び出したヒューズはハンナの元に向かい、彼女にありのままの歌と踊りを披露するように提案する。それをきっかけにハンナの才能が開花し、二人は一気にブロードウェイのスターになっていく。
再びスターになったヒューズは念願だったジーグフェルドの舞台に呼ばれて喜んで出演しようとするが、その舞台の主演がナディーンだと知り出演を断ってしまう。ハンナは意気消沈したヒューズを心配するが、彼はすぐに二人を主演にした舞台の契約を結び、ハンナを喜ばせる。その夜、二人は祝いのディナーの席をもうけるが、ヒューズがディナーそっちのけでダンスの話をしようとしたため、彼とのデートを楽しみにしていたハンナは怒り出す。ハンナは自分を女性として見てくれないヒューズにウンザリして席を立とうとするが、彼にキスされて機嫌を直す。
舞台の初日を迎え、二人は満席の中で踊り切り喝采を浴びる。無事に舞台を終えたヒューズはハンナを食事に誘うが、その店ではナディーン主演の舞台が開かれていた。ダンスを終えたナディーンはヒューズをダンスに誘い、観客に求められた彼はダンスの誘いを受ける。久し振りにナディーンとのダンスを楽しんだヒューズだったが、ダンスを楽しむ二人を見たハンナは店を出て行ってしまう。ハンナはヒューズに出会うまで働いていた酒場で実らない恋を嘆いた後にホテルに戻るが、部屋の前にはヒューズが待っていた。ヒューズはハンナに謝ろうとするが、彼女は「ナディーンとよりを戻すために自分を利用した」と非難して部屋に籠ってしまう。ヒューズは「最初はその通りだったが、今は違う」と許しを求める。暫くしてハンナがドアを開けると、ヒューズはホテルの専属探偵に不審者扱いされて追い出されていた。
翌日、ハンナは部屋を訪れたジョニーに後悔していることを語るが、ジョニーは「ヒューズは新しいパートナーを探そうとしている」と告げる。動揺するハンナに対して、ジョニーは「愛している」と伝えて仲直りするように助言する。イースター・パレードの当日、ヒューズの家には差出人不明のプレゼントが次々に届き、彼は不思議に感じる。そこにハンナが現れて、ヒューズをイースター・パレードに誘う。ヒューズはハンナと仲直りし、二人でイースター・パレードに向かう。

## キャスト
- ハンナ・ブラウン：ジュディ・ガーランド
- ドン・ヒューズ：フレッド・アステア
- ジョナサン・ハロウ3世（ジョニー）：ピーター・ローフォード
- ナディーン・ヘイル：アン・ミラー
- フランソワ：ジュールス・マンシン

## スタッフ
- 監督：チャールズ・ウォルターズ
- 製作：アーサー・フリード
- 脚本：シドニー・シェルダン、フランシス・グッドリッチ（英語版）、アルバート・ハケット（英語版）
- 音楽：アーヴィング・バーリン
- 音楽監督：ジョニー・グリーン（英語版）
- 撮影監督：ハリー・ストラドリング
- 編集：アルバート・アクスト（英語版）
- 美術：セドリック・ギボンズ、ジャック・マーティン・スミス（英語版）
- 装置：エドウィン・B・ウィリス
- 衣裳：アイリーン（英語版）、ヴァレス（英語版）
- 録音：ダグラス・シアラー

## 作品の評価

### 映画批評家によるレビュー
Rotten Tomatoesによれば、23件の評論のうち高評価は91%にあたる21件で、平均点は10点満点中7.68点となっている。

### 受賞歴
- 第21回アカデミー賞
  - 編曲賞（ミュージカル映画）：ジョニー・グリーン（英語版）、ロジャー・イーデンス